# Nizina Angielska
Nizina Angielska (ang. English Lowlands) – nizina położona w południowo-wschodniej części Anglii w Wielkiej Brytanii.

## Położenie
Nizina położona na południowy wschód od Gór Pennińskich. Od strony wschodniej nizina kończy się przy brzegach Morza Północnego, od południa kanału La Manche, natomiast od zachodu z Półwyspem Kornwalijskim.

## Rzeki niziny
Główne rzeki na nizinie to Tamiza, Great Ouse, Trent, Soar, Gipping.

## Miasta w nizinie
Głównymi miastami na nizinie są Londyn, Birmingham, Leicester, Nottingham, Northampton, Cambridge, Norwich.